# 下擊暴流

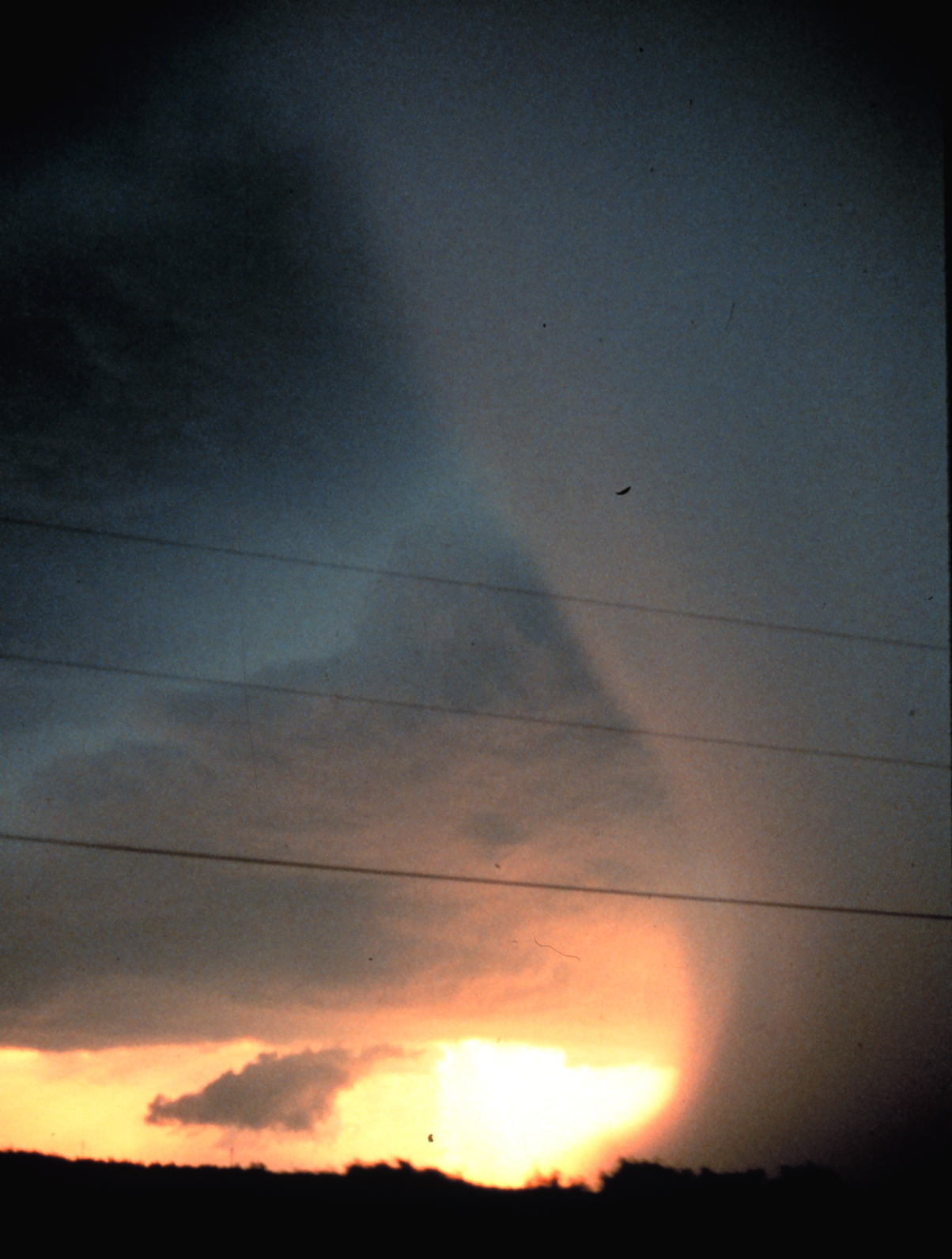
下爆氣流

下击暴流（downburst）是在地面或地面附近由对流性下沉气流引起的破壞性的强风，水平尺度为1公里到10公里。由日本氣象學家藤田哲也首先發現，下击暴流到达地面或靠近地面时可產生平均風速達17.9米／秒的氣流。
藤田哲也將下擊暴流分為微暴流和巨暴流，影響範圍在4公里以內稱作「微暴流」，4公里以上稱為「巨暴流」。

## 形成原因
下击暴流的形成和雷暴云团的崩溃有關。雷暴云团底部地面附近所产生的湿热气流在其上冲的过程中，从高层大气运动中获得了水平动量。随着上升高度的增加，上升气流的动能变为势能（表现为冷而重的云团积聚）而被储存起来，而不断上升的湿热气流则承托着上方的云团，当冷、重的云团积累到一定程度，云团底部的上升气流将难以承受上方冷而重的云体从而迅速崩溃，这种势能又重新转化为急速下降的气流所产生的动能。
重、冷云团的崩溃取决于雷暴云下飑锋的移动。飑锋形成后加速朝前部的上升气流区移动，随着飑锋远离雷暴云主体，上升气流迅速消失，重、冷云团下沉，产生下沉气流。下沉气流在下降过程中吸收了巨大的水平动量迅速向前推进，当到达地面时，就可以形成下击暴流。

## 特性
- 雷达回波特征：

大多数下击暴流常伴随两种类型的雷达回波，即钩状回波和弓状回波。下击暴流一般位于钩状回波的钩内或钩的周围，对于弓状回波，下击暴流经常位于回波前侧。
- 流场特征

下击暴流到达地面，必然在地面产生强辐散流场。下击暴流的水平尺度只有几公里，风从下击暴流中心向外侧流动，与一般的反气旋不同。
- 下击暴流的水平尺度一般在1至10公里左右，生命周期一般为10至60分钟，所产生的地面风速最大可达达50公尺每秒。

- 与下沉气流的区别

|          | 下击暴流  | 下沉气流     |
| -------- | --------- | ------------ |
| 到達高度 | 到达地面  | 沒有到達地面 |
| 風速     | 18m/s以上 | 18m/s以下    |
| 尺度     | 中尺度    | 大尺度       |

## 危害
下擊暴流会對飞机的飛行安全產生嚴重影響。飛機在穿越此區域時，先會遇到強勁的逆風，而飛到下擊暴流中心後又瞬间變為順風，使飛機升力骤减。如果離地面較近，飛行員一旦操作不當，飞机极有可能失速墜毀。

## 事故案例
- 1982年7月，一架在美國邁阿密國際機場起飛的客機在低空遇到下擊暴流，機上145位成員全部罹難。
- 1985年8月2日，一艘在美國田納西河的雙層遊船遇到下擊暴流，極強的風力從左弦衝擊身，立刻把船翻覆，船上18人中11人死亡，2人受傷。
- 2000年6月22日，武漢航空公司的一架飛機飛往武漢時，在武汉王家墩机场遇到下擊暴流，造成49人死亡。
- 2015年6月1日，一艘在長江航行的客輪遇到颮線伴有下擊暴流，因而翻覆[4]，造成442人死亡。